# Kieler (Wisconsin)
Kieler es un lugar designado por el censo ubicado en el condado de Grant en el estado estadounidense de Wisconsin. En el Censo de 2010 tenía una población de 497 habitantes y una densidad poblacional de 228,44 personas por km².

## Geografía
Kieler se encuentra ubicado en las coordenadas 42°34′56″N 90°36′19″O / 42.58222, -90.60528. Según la Oficina del Censo de los Estados Unidos, Kieler tiene una superficie total de 2.18 km², de la cual 2.18 km² corresponden a tierra firme y (0%) 0 km² es agua.

## Demografía
Según el censo de 2010, había 497 personas residiendo en Kieler. La densidad de población era de 228,44 hab./km². De los 497 habitantes, Kieler estaba compuesto por el 99.2% blancos, el 0% eran afroamericanos, el 0% eran amerindios, el 0% eran asiáticos, el 0% eran isleños del Pacífico, el 0.2% eran de otras razas y el 0.6% pertenecían a dos o más razas. Del total de la población el 0.6% eran hispanos o latinos de cualquier raza.